# 互动电影游戏
互動式電影（英語：Interactive film）或互动电影，又稱互动电影游戏（Interactive movie game）、電影遊戲（movie game）或VCR遊戲等，是一種電子遊戲類型，該類型遊戲特點是以類似電影的方式呈現，且著重編劇。通常此類遊戲會使用真人動態捕捉所製成的動畫或真人拍攝的影片來表現遊戲內容。

## 性質
這種類型的遊戲是伴隨雷射影碟和雷射影碟播放機而誕生，此種播放機是最早的非線性或隨機存取影音播放設備。雷射影碟播放機可以瞬間跳轉並播放影碟上任何一段章節（而非像錄影帶必須從頭開始依照順序播放），這代表能藉由不依照順序的影片章節構成有著分歧故事劇情的遊戲，如同《觀眾選角扮演》系列書籍是由不依順序的書頁構成一樣。
因此，互動式電影遊戲使用動畫或真人演員拍攝的影片（後期則有許多作品使用3D模型表現），並循著一條主要的故事線發展。而在玩家採取錯誤（或有別於預設方式）的行動後，或觸發播放預先拍攝好的其他的故事場景（例如「GAME OVER」場景）。
早期試圖將電腦遊戲結合隨機存取影片的作品是《雲霄飛車》（Rollercoaster），這款遊戲由大衛·魯巴為《創新電腦雜誌》雜誌編輯大衛·阿爾所撰寫，可在Apple II上執行。該作品是一款文字冒險遊戲，遊戲中可觸發雷射影碟播放器播放長片《雲霄飛車》（1977年）的部分片段。這個遊戲從1981年開始規劃撰寫，1982年1月號的《創意電腦》上公開推出，並在雜誌內刊載由魯巴撰寫的開發細節文章，以及一篇宣稱《雲霄飛車》是第一款結合影片和電腦遊戲的作品的文章，並討論遊戲的硬體需求和作了一些進一部的實驗。
遊玩這些遊戲的硬體設備是由一台連接至處理器的雷射影碟播放器構成，界面軟體則設定在不同的抉擇點按下不同按鈕時會跳至指定的影片章節。

## 歷史
第一款廣為人知且商業化的互動式電影遊戲是1983年的大型電玩作品《龍穴歷險記》（Dragon's Lair），遊戲內使用前華特迪士尼動畫師唐·布魯斯（Don Bluth）製作的全動作（FMV）卡通動畫，玩者控制主角的部份行動。當遭遇危險時，玩者必須決定主角要採取的行為和/或動作。如果抉擇錯誤，玩者會看見一段「失去一條生命」的動畫，直到玩者找出正確讓故事繼續前進的方法。《龍穴歷險記》是單線故事作品，只有一種方式能夠成功的看見結局，玩者唯一能做的是選擇或猜測製作者設計的預設動作。雖然遊戲內容缺乏互動性，但《龍穴歷險記》十分受到歡迎，並在近代的電玩遊戲主機上重新推出改編後的作品。
在《龍穴歷險記》後出現許多類似的雷射影碟互動電影遊戲，這些作品都有些許的變更和改進。同一間製作公司和動畫人員在隔年（1984年）推出了《太空王牌》（Space Ace），在遊戲中加入了「分歧故事」，正確的動作選擇不再只有一種，隨著玩家操作的不同，之後影片的播放順序也會有所不同。
由於《龍穴歷險記》和《太空王牌》大受歡迎，即使在動畫製作需要龐大預算的情況下，製作公司還是推出了多部續作。為了降低製作成本，許多公司直接使用了當時在美國知名度較低的日本動畫內容，製作出了《巔峰戰士》（Cliff Hanger，遊戲內使用了《魯邦三世》電影作品《卡里奧斯特羅之城》和《魯邦與複製人》的動畫內容）等遊戲作品。
1980年代後期，美國雷射遊戲公司製作了各種實寫光線槍鐳射光碟（LaserDisc）電玩遊戲，遊玩的內容類似早期的卡通互動式遊戲，除了將操縱方式從搖桿變成光線槍。
當光碟機開始普遍內建於家用電腦中後，採用全程影片並有真人演員演出的遊戲被視為十分前衛與先進，也出現了許多這樣類型的作品。知名的遊戲（這些作品通常被歸類在冒險遊戲）包括《偷窺狂》、《星艦迷航記：克林貢》、《星艦迷航記：博格》、《开膛手》、《黑色大理花懸案》、《X檔案》、《幽魂》、《黑暗之眼》等。也有被歸類在動作遊戲內的電影《腦死亡13號》和《星球大战:叛军进攻》。
1990年代初，雅达利公司最终游戏平台Jaguar完成研发，并于1994年推出外置CD-ROM模块。
近幾年也出現一些遊戲作品使用全程電腦運算的動畫場景，包括《靛青预言》、《暴雨》、《超凡双生》、《底特律：化身为人》（四款都是由Quantic Dream公司開發）以及《直到黎明》、《隐藏日程》（两款都是由Supermassive Games開發）。《暴雨殺機》、《超凡双生》、《底特律：化身为人》、《直到黎明》、《隐藏日程》及《量子裂痕》這六款遊戲在一些場景中，玩家透過有限的操控和選擇做出特定的動作來推動影響故事的進行。而其他的動作場景中，玩家需要在正確的時機按下指定的按鈕來完成動作。這些遊戲有著多樣的故事分歧和結局，甚至當遊戲角色死亡或行動失敗後故事也會繼續進行。
在 2010 年代，像Netflix这样的流媒体服务开始变得越来越流行和复杂。到 2016 年，Netflix 已经开始尝试针对儿童的互动作品，包括动画版的穿靴子的猫和改编的訴說遊戲的我的世界：故事模式。 Netflix 的第一部带有真人场景的大型互动电影是《黑镜：班德斯奈奇》，这是黑镜选集系列中的一部电影，于2018年12月上映。 Netflix 与《黑镜》的创作者查理·布鲁克合作 开发利用交互式格式的叙事，同时开发自己的工具来改进场景缓存和电影进展管理，以用于未来的项目。
2023年中国大陆intiny公司的美少女游戏《完蛋！我被美女包围了！》发行后即取得了巨大成功，引起了中国大陆互动电影游戏的热潮。

## 特殊硬體格式

### 雷射影碟遊戲
雷射影碟遊戲是一種使用預錄影片（真人拍攝或動畫）並透過雷射影碟來呈現全部內容或部分內容的互動式電影類型。第一款以遊戲機型式呈現的雷射影碟遊戲是世嘉公司推出的Astron Belt，是一款早期的第三人稱太空戰鬥清版射擊遊戲，該遊戲運用了許多日本科幻電影中的片段，是玩家及敵人的飛船和雷射有層理的效果。於1982年開發，此遊戲在1982年芝加哥AMOA展的亮相象徵了雷射影碟遊戲狂熱的開始。該遊戲次年於日本發行，為第一款商業發行的雷射影碟遊戲。但此遊戲因一些硬體及軟體的漏洞而於美國延後發行。此時《龍穴歷險記》剛在美國發行。

### DVD遊戲
DVD遊戲（有時稱DVDi或互動式DVD）是一種可以透過DVD播放器遊玩的遊戲類型。此種遊戲利用將遊戲本身建置於DVD上，且不需其它附加硬體即可與大部分的DVD播放器相容。DVD電視遊戲最早於90年代開始開發，但在那時並沒有被廣泛接受。然而，電視遊戲平台(如 PlayStation 2) 使基於DVD的遊戲越來越受歡迎。此外，許多PC遊戲也使用此格式移植到DVD播放器上，例如《龍穴歷險記》和《誰射殺了強尼洛克?》。 PC平台遊戲《古墓奇兵：暗黑天使》也於2006年發行DVD平台的版本《古墓奇兵：動作大冒險》。
日本在2000年4月21日由NOISE公司發售第一款DVD成人遊戲後，其他成人遊戲和成人影片廠商也相繼開始發售同類型的遊戲。2001年由電腦軟體倫理機構將這類成人遊戲型正式命名為DVD Players Game，簡稱DVDPG。隨著新型光碟的出現而衍生發展出Universal Media Disc Players Game，簡稱UMDPG和Blu-ray Disc Players Game，簡稱BDPG。這類遊戲也因互動式電影的玩法限制而只有戀愛冒險和視覺小說類型。成人遊戲以外的一般DVD遊戲則命名為互動式DVD ( interactive DVD )。

## 批評
遊戲設計師克理斯·克拉福在他的書《克理斯·克拉福的遊戲設計》中貶低了除了針對小學生設計之外的互動式電影的概念。
他寫道：“因為玩家需要思考所知道的資訊來做出選擇，選擇一條遊戲支線和在一般類型的遊戲中一樣煩人，但是玩家得到的回饋卻大不如一般類型的遊戲，因為很可能只是一個不同的遊戲支線而已。」

## 資料來源
1. 1 2  馒头粉丝. . 电脑游戏新干线 (广西金海湾电子音像出版社有限公司). 2023, (12): 58-64.
2. ↑  .   [2015-10-21]. （原始内容存档于2019-06-05）.
3. ↑  .   [2015-10-21]. （原始内容存档于2020-12-01）.
4. 1 2  . Atari HQ.   [2011-03-25]. （原始内容存档于2017-12-25）.
5. ↑  Mark Isaacson. . 2002  [2011-03-25]. （原始内容存档于2019-11-04）.
6. ↑  コレクター （页面存档备份，存于）NOISE（日語）
7. ↑  〜地雷原を切り開く イーアンツ編〜Getchu.com（日語）
8. ↑  PlayersGame(DVD-PG/UMD-PG/BD-PG)  （页面存档备份，存于）Getchu.com（日語）
9. ↑  DVD-PG（DVDPG） とは？ （页面存档备份，存于）ILLUSION（日語）
10. ↑  ぶる～べり～そふと　ＤＶＤＰＧとは （页面存档备份，存于）Blueberry Soft（日語）
11. ↑  Crawford, Chris. . New Riders. 2003: 81–87. ISBN 0-88134-117-7.

## 外部連結
- 互動式電影資料庫（页面存档备份，存于）
- 《龍穴歷險記》計畫：雷射影碟互動電影遊戲資料頁面（页面存档备份，存于）
- 巴西的互動式電影